# Robert Rubin

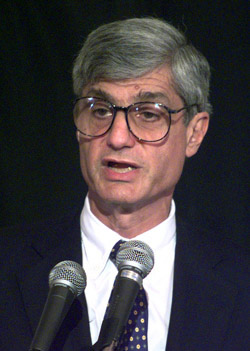
Robert Rubin in mei 1999

Robert Edward Rubin (29 augustus 1938) diende als de 70e Amerikaanse minister van Financiën tijdens zowel de eerste - als de tweede regering Clinton.
Voordat hij deze functie vervulde, werkte hij 26 jaar voor Goldman Sachs, waar hij uiteindelijk opklom tot lid van de Raad van Bestuur. In de periode van 1990 tot 1992 was hij er co-voorzitter. Zijn meest prominente positie na zijn tijd bij de overheid was als directeur en senior adviseur bij Citigroup, waar hij advieswerk en representatieve functies voor deze onderneming uitvoerde.

## Wapenfeiten als minister van Financiën
In 1997 verzetten Rubin en de toenmalige voorzitter van de Federal Reserve Alan Greenspan zich fel tegen een voorstel van Brooksley Born, het hoofd van de Commodity Futures Trading Commission om deze commissie een toezichthoudende rol te geven op de handel in over-the-counter kredietderivaten.
Rubin en zijn plaatsvervanger Lawrence Summers slaagden er in 1999 in de intrekking van de Glass-Steagall Act (uit 1933) door Congres en Senaat te loodsen. De Glass-Steagall Act schreef voor om investment banking en retail banking van elkaar te scheiden. Deze intrekking stelde de banken in staat om de op hypotheken gebaseerde instrumenten te ontwikkelen en verkopen die acht jaar later zo'n belangrijkste factor zouden worden in de financiële ineenstorting die teweeg werd gebracht door de kredietcrisis.
Na zijn aftreden trad Rubin in dienst van Citigroup, een van de bedrijven die het meest van het intrekken van de Glass-Steagall-Act profiteerde. Dit legde hem bepaald geen windeieren. Hij verdiende er vele tientallen miljoenen dollars.
- CiNii: DA15087589
- Gemeinsame Normdatei: 132984237
- International Standard Name Identifier: 0000 0001 1478 4609
- Library of Congress Control Number: no95048218
- National Archives and Records Administration: 10574996
- Bibliotheek van het Japanse parlement: 01005095
- Nationale Bibliotheek van Israël: 987007296651805171
- Nederlandse Thesaurus van Auteursnamen: 261797409
- SNAC: w64w2mvf
- Système universitaire de documentation: 251084396
- Virtual International Authority File: 98431268
- WorldCat: E39PBJmpdgxFJ3PYHGgxQDHjYP